# Błonie Małe
Błonie Małe – wieś w Polsce położona w województwie mazowieckim, w powiecie sokołowskim, w gminie Bielany. Ma status sołectwa.
Zaścianek szlachecki Małe należący do okolicy zaściankowej Błonie położony był w drugiej połowie XVII wieku w ziemi drohickiej województwa podlaskiego. W latach 1975–1998 miejscowość administracyjnie należała do województwa siedleckiego.
Wierni wyznania Rzymskokatolickiego zamieszkali we wsi należą do parafii św. Wawrzyńca w Kożuchówku.